# Gare de La Ville-Dieu
Gare de La Ville-Dieu – przystanek kolejowy w La Ville-Dieu-du-Temple, w departamencie Tarn i Garonna, w regionie Oksytania, we Francji.
Jest przystankiem kolejowym Société nationale des chemins de fer français (SNCF), obsługiwanym przez pociągi TER Midi-Pyrénées.